# Ramiro II. (Aragón)

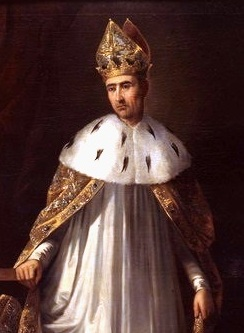
Ramiro II.

Ramiro II. der Mönch (spanisch Ramiro el Monje, aragonesisch Remiro o Monche; * um 1075; † 16. August 1157 in Huesca) war ein Infant von Aragón aus dem Haus Jiménez, der als jüngerer Sohn zunächst Geistlicher, Bischofselekt aber nach dem Tod seiner Brüder von 1134 bis 1137 (1157) der letzte König von Aragón seines Hauses war.

## Leben

### Mönch
Ramiro war der jüngste Sohn des Königs Sancho Ramírez von Aragón-Navarra († 1094) aus dessen zweiter Ehe mit Felicia von Roucy; seine älteren Brüder waren die Könige Peter I. († 1104) und Alfons I. der Krieger († 1134). Offenbar schon von seinen Eltern für eine klerikale Laufbahn vorgesehen, hatte er seine frühen Jahre als Mönch in der südfranzösischen Abtei Saint-Pons-de-Thomières verbracht.
Im Ehekrieg seines Bruders Alfons I. gegen Königin Urraca von León-Kastilien war Ramiro 1112 als Abt in der königlich-leónesischen Abtei von Sahagún eingesetzt worden, nachdem sich Alfons gewaltsam gegen den Widerstand der Mönche und Bürger in die Kontrolle über sie gesetzt und den zu Urraca haltenden Abt Domingo vertrieben hatte. Von dem anonymen Chronisten der Abtei und Aragonesengegner war Ramiro deshalb als „falscher und böser Mönch“ (falso e mal monje) bezeichnet worden. Nachdem Urraca 1116 Sahagún wieder unter ihre Kontrolle bringen konnte, musste Ramiro ihr und dem zurückkehrenden Domingo weichen. Ähnlich hatte es sich auch bezüglich der Besetzung des Bischofstuhls von Burgos nach dem Tod des Bischofs García im Oktober 1114 zugetragen. Der für die Bischofswahlen autorisierte Primat der spanischen Kirche, Erzbischof Bernardo von Toledo, hatte noch im selben Monat auf einem Konzil in León im Konsens mit Königin Urraca den bisherigen Erzdiakon von Burgos, Pascual, zum neuen Bischof gewählt. Dies wiederum hatte Alfons nicht akzeptiert, der in der Kontrolle über Burgos stand, und stattdessen Ramiro von dem Domklerikern und Bürgern der Stadt wählen lassen. Nach einem schriftlichen Protest des Erzbischofs hatte darauf Papst Paschalis II. beide Konfliktparteien zu einem Schiedsgespräch nach Rom zu Ostern 1116 bestellt. Obwohl dieses ausgeblieben war, weil beide Parteien auf eine Romreise verzichtet hatten, hatte sich spätestens 1117 Pascual als amtierender Bischof in Burgos durchsetzen können, als er dort in jenem Jahr an einem allgemeinen Kirchenkonzil teilnehmen konnte. Nach seinem Tod im Oktober 1118 hatte Alfons, der gerade Saragossa belagerte, keine Einwände gegen die Wahl eines neuen Bischofs erhoben. Von einem Amtsanspruch Ramiros war seither keine Rede mehr.

### König von Aragón

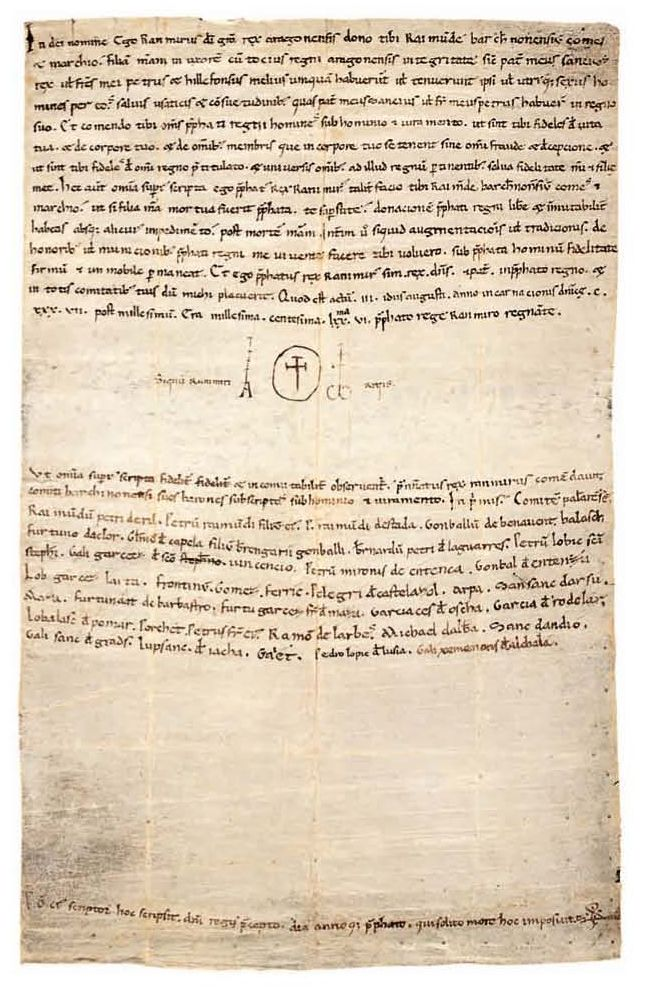
Der Ehevertrag zwischen Raimund Berengar IV. von Barcelona und Petronella von Aragón, aufgesetzt am 11. August 1137 in Barbastro und signiert von Ramiro II. Archivo de la Corona d’Aragón, Pergaminos de Ramón Berenguer IV, carpeta núm. 35, doc. núm. 86.

Ramiro hatte danach die Jahre wieder als Mönch in der Abtei San Pedro el Viejo in Huesca verbracht, bis er im August 1134 zum Bischof von Roda-Barbastro gewählt wurde, um den in der Schlacht von Fraga gefallenen bisherigen Bischof zu ersetzen. Nur kurz darauf starb am 7. September auch König Alfons I., der keinen Erben besaß und deshalb sein Königreich testamentarisch an die Orden der Templer, Hospitaliter und den Rittern vom Heiligen Grab vermacht hatte. Weder der navarresische noch der aragonesische Adel war gewillt, diese Erbregelung zu akzeptieren. Nach zwei voneinander separierten Wahlgängen proklamierten die Großen beider Länder je einen eigenen Prätendenten zu ihrem König und lösten damit die seit 1076 bestehende Union zwischen beiden Königreichen auf. Während die Navarresen mit García IV. Ramírez einen illegitimen Abkömmling der Jiménez-Dynastie wählten, hatten die Aragónesen den Mönch Ramiro als den letzten legitim geborenen Angehörigen des aragónesischen Zweigs der Dynastie gewählt. Obwohl dieser bereits geistliche Weihen empfangen hatte, war dieser Vorgang in aller Eile und ohne Rückfrage mit dem Papst, dessen Dispens nach kanonischem Recht erforderlich gewesen wäre, vonstattengegangen. Der seit dem 13. Jahrhundert vielzitierten, aber als legendenhaft einzustufenden Erzählung nach habe es unter den Aragónesen auch Widerstand gegen die Thronerhebung eines Mönches gegeben. Als Ramiro davon erfuhr, habe er das Gerücht verbreiten lassen, in Huesca eine Glocke (Campana de Huesca) gießen zu wollen, deren Klang durch das ganze Königreich schallen werde. Nachdem die Großen daran Anteil haben wollten und in Huesca eingetroffen waren, habe Ramiro nacheinander jene zwölf ihm widerstrebenden Adligen zu Privataudienzen zu sich rufen lassen, um sie in seinem Gemach eigenhändig zu enthaupten. Nachdem er elf der Köpfe zu einem Kreis angeordnet hatte, habe er den Kopf des Anführers der Rebellen als Glockenklöppel mittig über dem Kreis aufhängen lassen. Nachdem die anderen Adligen dieses Exempels ansichtig geworden waren, sei jeder weitere Widerstand verstummt.
Gleich nach seiner Wahl traf sich Ramiro im Frühjahr 1135 mit García IV. von Navarra bei Vadoluongo, um dort die Trennung von Navarra und Aragón formal anzuerkennen. Dabei begab sich jedoch der neue navarresische König als „Sohn“ in ein Adoptionsverhältnis zu Ramiro als seinem „Vater“ und gestand diesem einen Führungsanspruch zu. Zugleich scheint Ramiro damit auch eine Erbregelung angestrebt zu haben, die in absehbarer Zeit wieder zu einer Vereinigung Aragóns mit Navarra geführt hätte. Dieses Ansinnen wurde allerdings von García schnell wieder zunichtegemacht, als dieser noch im selben Jahr gegenüber König Alfons VII. von León-Kastilien als seinem Oberherren huldigte. Im Spätjahr 1135 zog der leónesische König, der sich zuvor zum „Kaiser von ganz Spanien“ hatte krönen lassen, unter Begrüßung des Bischofs und der Stadtoberen in Saragossa ein, was Ramiro hinnehmen musste. Als muslimisches Taifa-Königreich war Saragossa einst ein Vasall von León-Kastilien gewesen, bis es 1118 von Alfons I. für Aragón erobert worden war. Und eben dessen Stiefsohn Alfons VII. forderte nun die Rückkehr des „Königreichs Saragossa“ (regnum Cesaraugustanum) unter die Lehnshoheit seines Reiches ein. Dazu hatte er Vorbereitungen zur Belehnung des ihm scheinbar treuen Königs von Navarra mit Saragossa in die Wege geleitet. Ramiro hatte dem von Jaca aus tatenlos zusehen müssen und sich um dieselbe Zeit mit Agnes (Inés) verheiratet, einer Tochter des Herzogs Wilhelm IX. von Aquitanien. Indes im Sommer 1136 änderte sich die Lage erneut, als García von Navarra sich gegen den „Kaiser“ erhob. Dieser suchte nun die Annäherung an Ramiro und erstattete ihm dazu Saragossa als Lehen zurück, womit die Eroberungen der ersten Könige Aragóns für das Königreich bewahrt werden konnten.
Im Juli 1136 gebar Agnes die Tochter Petronella, die Ramiro sogleich zu seiner Erbin bestimmte und ihre Verheiratung plante. Im Konsens mit den aragónesischen Großen verlobte Ramiro am 11. August 1137 in Barbastro seine Tochter mit dem mächtigen katalanischen Grafen Raimund Berengar IV. von Barcelona, womit der Erbfall Aragóns an das Haus Barcelona und damit die historische Vereinigung mit Katalonien zur „Krone Aragón“ eingeleitet wurde. Nur wenige Monate darauf, am 13. September 1137, übertrug Ramiro in Saragossa die Regierungsgewalt über Aragón an seinen Schwiegersohn und zog sich in das Kloster San Pedro el Viejo in Huesca zurück, um wieder dem Leben eines Mönchs nachzugehen. Die Ehe mit Agnes hatte offenbar schon kurz nach der Geburt von Petronella faktisch keinen Bestand mehr gehabt; sie wird in einer Urkunde vom Oktober 1136 letztmals in Aragón genannt. Sie taucht erst fünf Jahre später als Nonne in der Abtei Fontevrault wieder auf, wo sie um 1159 starb. Ramiro selbst starb am 16. August 1157 in seinem Kloster in Huesca, wo er auch bestattet wurde. Den Königstitel hatte er noch bis zu seinem Tod weitergeführt.